# Robert Dugas-Vialis
 (mars 2018).
Si vous disposez d'ouvrages ou d'articles de référence ou si vous connaissez des sites web de qualité traitant du thème abordé ici, merci de compléter l'article en donnant les références utiles à sa vérifiabilité et en les liant à la section « Notes et références ».
Pour les articles homonymes, voir Dugas.
Robert Dugas-Vialis, né le 16 décembre 1883 au château du Colombier et mort le 7 décembre 1965 à l'âge de 82 ans, est un peintre français.

## Biographie
Robert Dugas-Vialis est né au château du Colombier à Saint-Maurice-l'Exil dans l'Isère, le 17 décembre 1883. Il est le fils de Marguerite Meaudre et de Louis Dugas-Vialis, sculpteur. Il est l’aîné de 3 sœurs, Alberte, née en 1886, Marguerite, née en 1887 et Gabrielle, née en 1890.
Il se maria à l'âge de 29 ans dans les Alpes Maritimes, à Nice avec Alberte Aubineau, fille de Madeleine, née de Boucherville et de Pierre-Georges Aubineau. De cette union, naîtront 8 enfants, dont 2 décéderont en bas âge, 3 entreront dans les ordres religieux et 3 assureront une postérité.
Très jeune attiré par les arts, il devra choisir entre le piano ou la peinture. Il choisira la peinture et participera à de très nombreuses expositions, notamment au musée des Beaux-Arts de Lyon qui conserve quelques toiles. Il est l'auteur de fresques religieuses dont celle de la nef de la vieille église Saint-Blaise du vieux village de Saint-Maurice-L'Exil et d'une église à Avignon.
Il a également écrit son journal intime constitué de 15 tomes illustrés de multitudes de croquis de caricatures et de sanguines.
Il est un descendant de Pierre Boucher, explorateur et est également apparenté plus lointainement à Sainte Marguerite d'Youville. Il est le petit-neveu de Adrien de Boucherville, peintre.

### Formation
Vers 1904, par l'intermédiaire d'un ami, Monsieur Juveneton, il fait la connaissance de David-Eugène Girin, peintre lyonnais. David-Eugène Girin lui donne ses premiers cours de dessin et surtout de croquis, leçons qui avaient lieu soit à Lyon dans son petit atelier, soit place Bellecour ou au café Morel, appelé plus tard, Restaurant Bellecour. Le public servait de modèle. Plusieurs années plus tard, Robert Dugas-Vialis fut mis en relation avec Paul Borel, artiste lyonnais et cousin lointain par la branche maternelle de Boissieu, qui le dirige dans une voie moins facile et plus austère, celle de l'exécution de fresques religieuses.